# 格雷戈尔·施特拉塞尔
格雷戈尔·斯特拉瑟（德語：Gregor Strasser，又；1892年5月31日—1934年6月30日），德国政治人物，纳粹党早期领导人。他与其弟奥托·施特拉塞尔皆是纳粹党左翼派系的领导人，这使得他们与阿道夫·希特勒领导的主导派系发生冲突，致使他于1934年的长刀之夜中被谋杀。施特拉塞尔兄弟倡导的纳粹主义被称为施特拉塞尔主义。
施特拉塞尔出生于巴伐利亚州，一战期间在德国陆军炮兵团服役，晋升为中尉，并因作战勇猛而获得两级铁十字勋章。战后，他与弟弟加入了弗朗茨·里特·冯·埃普领导的德国自由军团。1920年，他加入纳粹党，并迅速成为这个新兴政党中具有影响力的重要人物。1923年，施特拉塞尔参加了慕尼黑的啤酒馆政变并被逮捕。在当选国会议员后，他被提前释放，于1925年重回复兴的纳粹党，并再次确立了自己作为强大的主导成员的地位。作为一名娴熟的组织者及有感染力的公众演说家，施特拉塞尔见证了纳粹党在德国北部成员和声望的大幅增加，将纳粹党从一个边缘的南德政党转变成一支全国性的政治力量。截至1932年年中，施特拉瑟尔主要负责党内的全国组织工作。
作为纳粹党激进派的坚定拥护者，施特拉瑟尔的反资本主义、革命民族主义纲领使得希特勒在1926年的班贝格会议上否定了他。两人后来和解，但从1930年开始，两人的罅隙逐渐扩大。1932年12月，德国总理库尔特·冯·施莱谢尔向施特拉塞尔提供了副总理一职，从而在纳粹党内造成潜在的分裂。作为回应，希特勒在党内孤立施特拉塞尔，并迫使他辞去所有党内职务。施特拉塞尔随后放弃了他的议会议员席位，退出了政治活动，回归了药剂师的本职。1934年6月30日，在一场被称为“长刀之夜”的清洗中，施特拉塞尔被盖世太保逮捕后处决。

## 早年生活
1982年5月31日，格雷戈尔·施特拉塞尔出生于上巴伐利亚盖森费尔德的一个信仰天主教的司法官员家庭。其父名为彼得·施特拉塞尔，他是巴伐利亚的律师、公务员，其母名为保利娜·施特拉塞尔。他和弟弟奥托一起长大，奥托被认为是两人中更聪明的那个。除了奥托外，他还有二弟本笃会修士伯恩哈德·施特拉塞尔（1895—1981）、妹妹奥尔加·施特拉塞尔（1899—？），他最小的弟弟安东·施特拉塞尔（1906—1943）成为了公证人，并在二战期间于苏联战死，并未涉足政治。他就读于当地的文理中学，期末考试后，于1910年—1914年在下巴伐利亚的弗龙滕豪森担任药剂师学徒。

### 一战
1914年一战爆发后，施特拉塞尔暂停了在慕尼黑大学的学业，加入了德意志帝国陆军。他曾在巴伐利亚第1步兵炮兵团服役，一直参与西线（包括在维米、朗斯、凡尔登、利斯河和索姆河）作战。1918年，他晋升为预备役中尉，并因作战勇猛而获两级铁十字勋章（1917年5月和1918年8月），并于1917年10月获得巴伐利亚军事功绩勋章。战后，他在埃朗根-纽伦堡大学继续学习。他于1919年通过了国家考试，并于1920年开始在兰茨胡特担任药剂师。

### 准军事生涯
据他自己后来声称，1919年，施特拉塞尔和他的弟弟加入了弗朗茨·里特·冯·埃普领导的右翼组织德国自由军团，并参与了镇压巴伐利亚苏维埃共和国。他还声称参加了1920年的卡普政变。据说他的比他小五岁弟弟奥托，也属于自由军，但在卡普政变期间，奥托显然是忠于政府的工人民兵的领导人。在2013年《新德意志人物志》中关于格雷戈尔·施特拉塞尔的文章中，阿明·诺尔岑指出，除了他们后来的自我描述之外，没有可靠的证据表明兄弟俩是自由军团的成员。直到1922年年中，也没有证据表明施特拉塞尔有直接的政治活动。
另一方面，据记载，他建立并领导了“下巴伐利亚风暴营”（德語：Sturmbataillon Niederbayern），年轻的海因里希·希姆莱担任其副官。施特拉塞尔以其魁梧的身材、指挥若定的个性和无穷的组织活力而闻名。
施特拉塞尔兄弟主张纳粹党应走一条反对资本主义、进行社会革命的路线，同时该路线也是坚定反犹、反马克思主义的。

### 家庭
1920年，施特拉塞尔同富有的木制品制造商洛伦茨·沃尔穆特之女埃尔泽·沃尔穆特结婚。两人诞下一对双胞胎：京特和赫尔穆特。两个孩子生于1920年12月7日，分别于1941年7月30日和1942年5月27日在苏联战死。希特勒是两个孩子的教父的说法经常出现在后来的文学作品中，但被斯特拉塞尔的传记作者海因里希·埃格纳驳斥为奥托·施特拉塞尔创造的传说（实际的教父是男孩们的祖父和外祖父）。

## 政治生涯

### 纳粹党活动
到1920年，施特拉塞尔及其准军事组织已经与阿道夫·希特勒的纳粹党联手，后者当时是一个位于慕尼黑的极右翼政党。1922年秋，施特拉塞尔正式加入纳粹党和冲锋队。他的领导才能很快得到认可，被任命为冲锋队在下巴拉利亚的地区领袖。1923年11月，他参加了失败的啤酒馆政变，这是希特勒和鲁登道夫试图推翻魏玛共和国的企图。在希特勒被审之后，他和其他政变分子一起受审，被判犯有协助和教唆叛国罪——他实际被捕的罪名是企图为已被取缔的纳粹党招募士兵——并被判处15个月监禁和小额罚款。
几周后，施特拉塞尔于1924年4月6日和5月4日在普法尔茨当选为“人民-社会阵营”的巴伐利亚州议会议员，他因此被释放。1924年12月，施特拉塞尔在国会为民族社会主义自由运动赢得了一个席位，他代表北威斯特伐利亚选区。

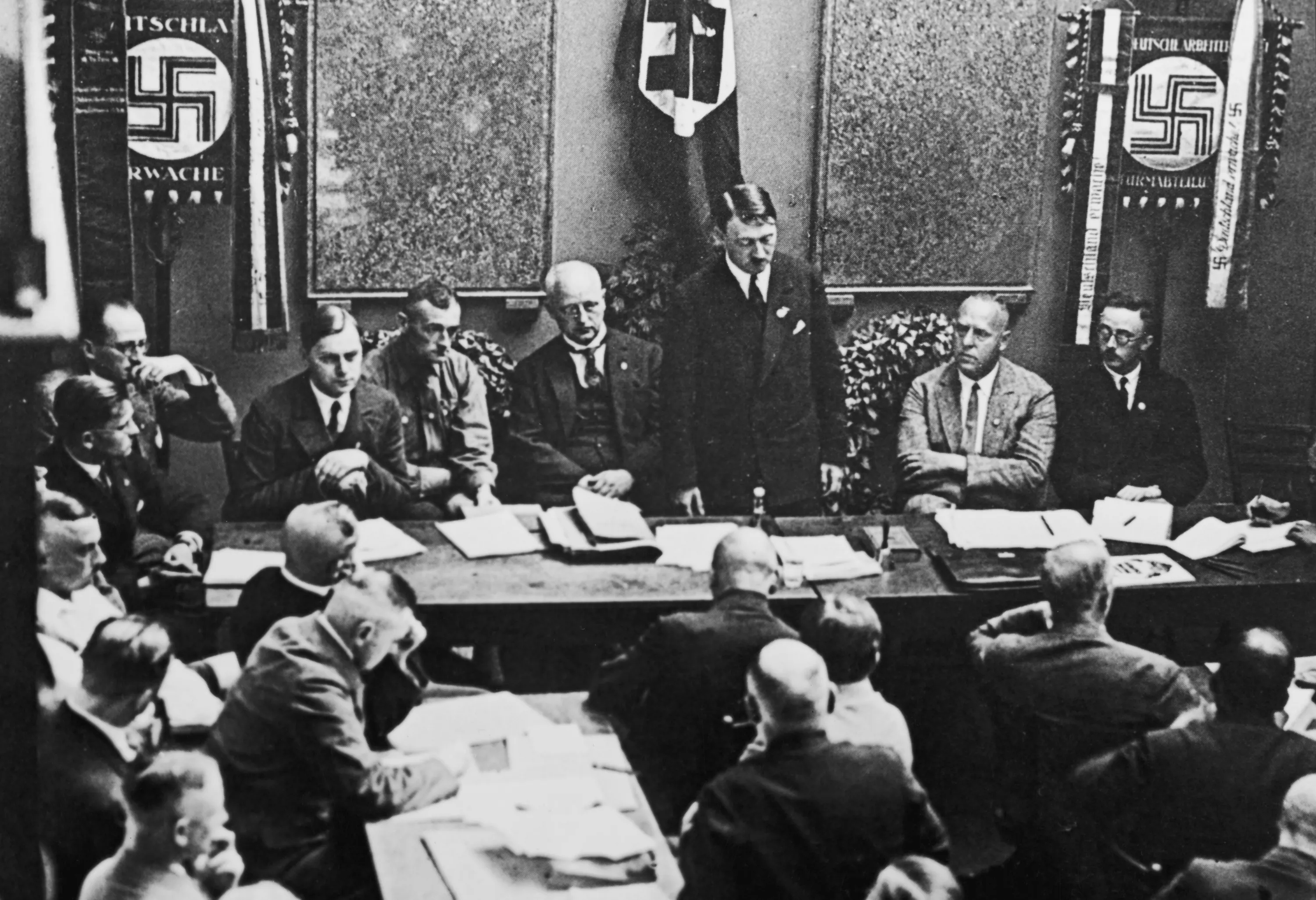
1925年春天纳粹党重新成立后，格雷戈里·施特拉塞尔（希特勒右侧）出席党代会。施特拉瑟尔的右侧是希姆莱；希特勒的左侧依次是弗朗茨·夏弗·施瓦茨、瓦尔特·布赫和阿尔弗雷德·罗森堡。

1925年2月6日希特勒恢复纳粹党之后，施特拉塞尔成为下巴伐利亚的第一位大区领导。由于在兰茨胡特率领多达2000名士兵且超负荷工作，他开始寻找助手。海因里希·希姆莱获得了这份工作，他的任务是在下巴伐利亚拓展该组织。1926年12月，施特拉塞尔的大区与上普法尔茨大区合并，施特拉塞尔继续领导扩大后的大区。随着政治活动的不断增加，施特拉塞尔逐渐退出他作为药剂师的职业活动。1927年，他将在兰茨胡特的药店变卖，专心投入到政治活动中。1928年10月1日，大区再次分治，上普法尔茨由阿道夫·瓦格纳接管，而施特拉塞尔继续担任下巴伐利亚的大区领导，直到1929年3月1日。

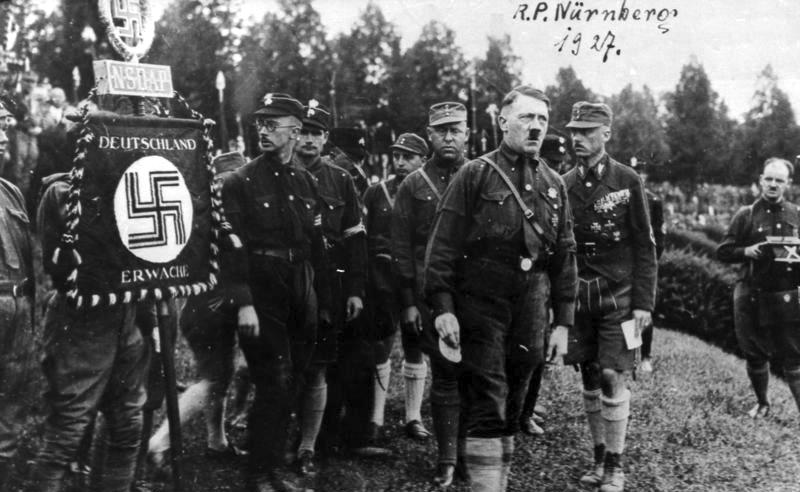
1927年，施特拉塞尔（希特勒身后）在纽伦堡的纳粹党集会上

### 在纳粹党国家组织中的角色
1925年后，施特拉塞尔的组织能力帮助纳粹党由一个分裂的南德边缘政党转变为一个具有群众号召力的全国性政党。由于针对希特勒的公开演讲禁令，施特拉塞尔被（希特勒）委托在北德地区代表纳粹党并发表演讲。在1925年的大部分时间内，施特拉塞尔充分利用了他作为国会议员的自由：他使用免费的铁路通行证，在德国北部和西部广泛旅行，任命大区长官，建立党支部，并发表了大量公开演讲。尽管他没有希特勒打动大众的演说天赋，但仅凭施特拉塞尔的个人魅力就足以影响听众。他的努力下，纳粹党在北方得到了极大发展，从政变前的71个地方分部拓展到约272个。施特拉塞尔的社会主义口号可以从他在1925年11月对国会的一次演讲中看出来：
我们民族社会主义者希望用真正的社会主义来取代剥削性的资本主义经济制度，这种社会主义不是靠没有灵魂的犹太唯物主义观点来维持的，而是靠有信仰、有牺牲精神、无私奉献的旧德国人民的社区情感、社区目的和经济感情来维持的。我们希望通过社会革命来实现民族革命。
施特拉塞尔在德国北部和西部创建了该党的分支，形成了强大的政治力量，其成员超过了希特勒的南方分支。也是在施特拉塞尔的倡议下成立的。他还于1925年9月10日创建了民族社会主义工人协会，这是一个由大约十几名德国北部和西部的大区领导组成的短命组织，他们支持党内更“社会主义”的一派，并寻求增大对德国大型工业城市的工人阶级的吸引力。1926年3月，施特拉塞尔与其弟奥托一起创立了柏林的战斗出版社（德語：Kampf-Verlag），该出版社出版周刊《柏林工人报》（德語：Berliner Arbeiterzeitung），其代表了党内更倾向“社会主义”的一派。来自莱茵兰，受过大学教育的青年政治煽动者约瑟夫·戈培尔被纳粹党的政治信息和施特拉瑟尔本人吸引，他被施特拉瑟尔任命为出版社主编。两人在1925—1926年起草了修订版的纳粹党政治纲领。该纲领进一步左倾，这激怒了希特勒。为了吸纳城市工人加入纳粹党，施特拉瑟尔支持德国社民党的罢工运动，要求将工业和银行国有化，并主张德国和苏联的合作，尽管他坚定地反对布尔什维主义。党内领导层的一个争论点是是否支持社民党和共产党提出的关于在1925年1月就无偿征用贵族资产进行全民公决的动议。 施特拉瑟尔一派支持这一提议，而希特勒则主张对贵族进行补偿。在这场争论中，戈培尔仍然站在施特拉瑟尔一边，根据奥托·施特拉瑟尔后来的说法，戈培尔甚至要求将希特勒开除出党。1929年5月，在萨克森州选举之后，纳粹党与施特拉瑟尔的支持者也发生了类似的争论，争论的焦点是纳粹党应该寻求与社民党和共产党联合，还是与资产阶级右翼政党联合。在此事件之后，希特勒和戈培尔领导下的党领导层加剧了两翼斗争；1930 年，反资产阶级阵营的许多支持者被剥夺了权力或被开除出党。1929年1月，施特拉瑟尔因评论犹太裔财政部长鲁道夫·希法亭而被逐出国会议事厅。

### 班贝格会议及与戈培尔决裂
为了正面应对对纲领的更改，希特勒于1926年2月14日在巴伐利亚北部城市班贝格召开会议。戈培尔和施特拉塞尔前往那里，试图让希特勒接受这些更改。在班贝格会议的演讲中，希特勒抨击了草案中的极端思想，他更多地将这些思想与布尔什维主义混为一谈，这一发展使施特拉塞尔和戈培尔深感失望。施特拉塞尔的后继演讲笨拙而无力，这是希特勒有力演说的结果；希特勒在班贝格驳斥施特拉塞尔的政策建议，表明该党以正式成为希特勒的党，纳粹党以希特勒为中心。
这次会议标志着施特拉塞尔和戈培尔之间隔阂的开始。根据戈培尔传记作者拉尔夫·格奥尔格·罗伊特的判断，希特勒在班贝格取得了重大成功，他努力“将斯特拉瑟阵营的‘意识形态领袖’和‘杰出宣传家’戈培尔从施特拉塞尔派中解救出来”，以便通过这种方式分裂和削弱党内的社会革命派。戈培尔在他的日记中承认，“自从班贝格会议以来，我明显地从施特拉塞尔的圈子中转了出来”，“转向了党的首脑（即希特勒）本人”。
在接下来的几年里，戈培尔和斯特拉瑟之间的竞争越来越激烈，敌意也越来越强烈，尤其是在戈培尔于1926年秋天被任命为柏林地区长官之后。戈培尔计划与施特拉塞尔的战斗出版社竞争，并散布谣言说格雷戈尔·施特拉瑟尔和他弟弟奥托的母亲是犹太人。在给党的领导层的一份声明中，施特拉塞尔直指戈培尔散步了这些和其它的关于他的谣言。到了1927年初夏，两人的关系彻底破裂，他们都确信自己被对方以邪恶的方式背叛和欺骗了。虽然希特勒的一句话避免了公开冲突，但“不可调和的敌意”（汉斯·蒙森语）一直持续到1932年底施特拉塞尔离开纳粹党领导层。1932年，施特拉塞尔得出结论，戈培尔是“人型撒旦”；而戈培尔对施特拉塞尔的仇恨则贯穿了他1928—1933年的日记——用作家勒内·席克勒的话说——“就像一条红线”。
20世纪30年代，关于纳粹党宣传控制权的争论对两人之间的对立起了决定性作用：正如乌多·基森克特所指出的那样，即使在戈培尔成为全国宣传部部长后，施特拉塞尔作为全国组织部部长仍对纳粹的宣传保持着决定性的影响力：1932年，施特拉塞尔接管了对纳粹报刊的意识形态控制权，并在1932年10月仍负责纳粹帝国宣传会议。罗伊特指出，“最初”是斯特拉瑟而不是戈培尔“第一个通过帝国广播公司向公众发表讲话的运动代表”，这一事实导致了戈培尔对施特拉塞尔的恼怒。1930年，希特勒迫使施特拉瑟尔放弃了战斗出版社，而施特拉瑟尔之前是独立于党之外经营这家出版社的：面对将出版社转给党或离开党的选择，格雷戈尔·施特拉瑟尔离开了战斗出版社。他的弟弟奥托并不打算屈服，而是离开了纳粹党，成立了自己的竞选组织“黑色阵线”，并接管了战斗出版社。

### 帝国宣传部部长和帝国组织部部长
班贝格事件后，为了安抚纳粹党北方分支，希特勒将冲锋队的领导权交给了施特拉塞尔派的弗朗茨·普费弗·冯·萨洛蒙。未来的元首还与施特拉塞尔达成协议，解散民族社会主义工人协会，由施特拉塞尔负责党的宣传部门。施特拉塞尔接受了这个职位，但1926年3月的一场车祸打断了这一过程：结果他卧床不起。康复后，他又回到这个位置。因此，除了他大区领导的职责外，他还于1926年9月16日到1928年1月2日担任纳粹党全国宣传部部长。之后，施特拉塞尔离开了他的宣传岗位，担任纳粹党组织委员会主席，后来成为组织部部长。
1928—1932年，希特勒将纳粹党的全国组织工作交给了施特拉塞尔，因为他对组织事务不感兴趣，更关注意识形态问题，而施特拉塞尔的能力更适合这项任务。1931年12月18日，希特勒授予施特拉塞尔党卫队集团领袖头衔。1932年，施特拉塞尔还成为几份纳粹双周报和月刊的编辑。到1932年6月，施特拉塞尔被任命为全国组织部部长，进一步将党的组织结构集中在他的领导下。在重组工程中，施特拉塞尔重塑了纳粹党大区的边界，使之与国会的边界更加一致，并增加了大区长官的权威。施特拉塞尔重组了纳粹党的地区结构及其垂直管理层次结构。该党成为一个更加集中的组织，拥有广泛的宣传机制。1928年5月20日的大选中，施特拉塞尔从第26选区（弗兰肯）当选，成为国会中前12名纳粹代表之一。虽然纳粹党当年只得到2.6%的选票，但到了1930年9月，它成为国会第二大党，获得了18.3%的选票。施特拉塞尔的组织为这一成功做出了贡献，纳粹党在1932年7月以37.3%的选票成为最大党。

### 危及生命的事故
1931年1月7日，施特拉塞尔在上施陶芬发生了滑雪事故。他的伤势十分严重，背部椎骨骨折，彼得·斯塔丘拉指出，施特拉塞尔“生命垂危”。他住院了三个月，出院后他的健康状况仍然严峻：他被剧烈的疼痛所困扰，不得不随身携带拐杖。
乌多·基森克特指出，从1931年4月重返岗位到1932年12月辞去党内领导职务的这段时间里，这次事故对健康造成的影响，以及可能对他的糖尿病造成的影响，再加上其他因素，有可能削弱了施特拉塞尔的工作能力和表现。基森克特认为，1931年的事故及其对施特拉塞尔健康的影响可能是他在几个月内，特别是1932年12月党内争夺权力和领导权的斗争中无法坚持己见的原因之一。

### 与实业家接触
尽管施特拉塞尔被称为纳粹党内的左翼代表，但自20世纪30年代以来，他就与商界保持着良好的关系，接受了商界通过将纳粹党纳入政府以驯服纳粹党的想法。1935年5月，受实业家保罗·西尔韦贝格影响的私人出版物《德意志元首简报》（与希特勒的称呼“元首”无关）称赞施特拉塞尔支持“纳粹党从反对派过渡到政府立场”。为了证明纳粹党的执政能力，施特拉塞尔于1932年10月20日在柏林体育宫宣布了纳粹党新的“经济发展计划”。在纲领中，他在1932年7月自己的“近期经济纲领”中所表达的强烈的反资本主义色彩和要求德国实现自给自足的主张被大大削弱。他现在呼吁减税，而非向富人增税；他希望通过放开价格管制来消除通货紧缩。尽管他仍主张农业保护主义以及德国产品优先权，但他也强调这不应妨碍出口。为了解决大规模失业问题，他建议放弃帝国马克与黄金挂钩的做法，将银行国有化，通过大规模公共借贷来实施创造就业的计划。同年，在接受美国记者休伯特·伦夫罗·尼克博克的采访时，他表达了明显的亲商观点：
“我们承认私人财产。我们承认私人的主动性。我们承认我们的债务和偿还债务的义务。我们反对工业国有化。我们反对贸易国有化。我们反对苏联意义上的计划经济。”
施特拉塞尔得到了许多实业家的资助。1931年春，说客奥古斯特·海因里希斯鲍尔组织鲁尔区的矿业公司每年向他支付1万国家马克。保罗·西尔韦贝格还通过“德国工业债券银行”向施特拉塞尔提供资金。据说，在总理库尔特·冯·施莱谢尔的要求下，反对纳粹主义的科隆钢铁实业家奥托·沃尔夫也向施特拉塞尔提供了捐款。人们普遍认为，大企业通过捐款为纳粹党的崛起做出了贡献，而这些捐款常被当做证据。英国历史学家彼得·斯塔丘拉认为，施特拉塞尔当时对在纳粹党内坚持“左翼”立场并不感兴趣；相反，他是一个具有现实政治思维的机会主义者，希望为纳粹党开辟尽可能广泛的基本盘，从而为自己确保国内权力。

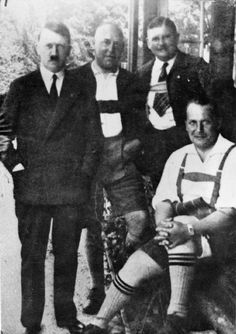
1932年夏天，施特拉塞尔（左二）在贝希特斯加登的纳粹党高层领导的一次会议上

### 与希特勒的冲突与辞职
大萧条对德国产生了巨大的影响。到1930年，德国失业率急剧上升。在此期间，施特拉塞尔兄弟开始在柏林出版一份新的地区性日报《民族社会主义者》（德語：Nationaler Sozialist）。与他们的其他报纸一样，它传达了兄弟两人自己的纳粹主义理念，包括民族主义、反资本主义、社会改革和反西方主义。戈培尔向希特勒强烈抱怨施特拉塞尔的报纸，并承认他们的成功使自己的报纸“被逼到走投无路”。1930年4月下旬，希特勒公开宣布坚决反对格雷戈里·施特拉塞尔的社会主义理念，并任命戈培尔为纳粹党全国宣传部门的领导人。当希特勒于1930年5月2日访问戈培尔时，戈培尔禁止了《民族社会主义者》的晚间版出版。格雷戈里·施特拉塞尔于其弟保持距离，并在6月底放弃了作为《民族社会主义者》出版商的职位，而奥托·施特拉塞尔则在7月初退出了纳粹党。
1932年8月，在保罗·冯·兴登堡的要求下，时任总理弗朗茨·冯·帕彭向希特勒提供了德国副总理的职位，但被希特勒拒绝。施特拉塞尔劝说希特勒希望他加入联合政府，但希特勒认为这个建议将使其处于“退居二线”的位置。尽管他的核心圈子中的很多人，例如戈培尔，认为希特勒拒绝是对的，但施特拉塞尔感到沮丧，并认为希特勒坚持要求担任总理是错误的。
由于劝说希特勒无果，1932年12月3日的一次秘密会议上，继任总理的库尔特·冯·施莱谢尔向施特拉塞尔提供了副总理和普鲁士总理的职务。施莱谢尔希望施特拉塞尔能分裂纳粹党，并将左翼拉到自己这边。据当时的亲历者后来估计，如果施特拉塞尔与希特勒公开决裂，国会中196名纳粹党员中大约有60到100人会跟随施特拉塞尔离开。
由于施特拉塞尔病重，他无法与希特勒决裂，该计划失败了。而且，希特勒很早就通过英国记者塞夫顿·德尔默得知了施莱谢尔和施特拉塞尔的密谈情况。在1932年12月的元首会议上，他说服了党内高层再次支持他。赫尔曼·戈林和约瑟夫·戈培尔特别敦促希特勒坚持自己的路线，不要向施特拉塞尔妥协。1932年12月8日，施特拉塞尔在意识到自己的失败后出人意料地辞去了所有党内职务，仅保留了党员身份。希特勒担心党内分裂，慎重地避免给人留下公开权力斗争的印象，公开对施特拉瑟尔的退出表示遗憾。施特拉塞尔还暂时保留了他在国会的授权，因为他的议员豁免权阻止了与诽谤审判有关的几项法院裁决的执行。历史学家汉斯-乌尔里希·韦勒认为，施特拉塞尔在1932年12月的意大利之旅“有力地证明了他在政治上的平庸”，进一步削弱了施特拉塞尔在党内的地位。不过，施莱谢尔还是在1933年1月秘密向总统保罗·冯·兴登堡推荐了施特拉塞尔，希望他出任副总理，从而使冯·兴登堡对施特拉塞尔产生了好感。然而，1月5日利珀议会选举中，纳粹党获得成功，似乎证实了希特勒路线地正确，施特拉塞尔进一步被边缘化。在纳粹党掌权后，施特拉塞尔退出了政治，回归私人生活。

## 此后生活

### 退出政坛后
1933年5月，在希特勒的允许下，施特拉塞尔在阿尔伯特·皮奇和汉斯·罗伊普克的斡旋下获得了先灵-卡尔鲍恩公司的管理职务，此前他以书面方式承诺不再涉足政治。1933年6月，他成为先灵公司董事会成员。与此同时，他还担任了医药产品行业协会的主席。1934年，他还成为帝国制药工业协会的首任主席。

### 遭到暗杀
1934年上半年，施特拉瑟尔几近重新获得希特勒的青睐。1934年2月1日，他获得了纳粹党金色党章。1934年6月13日，在与施特拉塞尔的私人会晤中。希特勒甚至提出让他担任经济部长，以接替并不成功的库尔特·施米特。然而，施特拉塞尔提出的条件是戈林和戈培尔必须从内阁中出名。希特勒并不准备这样做。根据斯塔丘拉的判断，施特拉塞尔的要求很可能实现，使得他的政治对手决定采取“严厉的预防措施”。
1934年春，戈林和戈培尔在他们当时新出版的著作《建设国家》（戈林）和《从宫廷到总理府》（戈培尔）中煽动公众对施特拉塞尔的反对情绪，并对他们的老对手进行了尖锐的抨击，将其描绘为希特勒和纳粹主义的“叛徒”。戈林尤其对他穷追不舍：早在1933年，戈林就在施特拉塞尔计划出国时告诉他，如果施特拉塞尔出国，戈林就会在边境逮捕他。戈林对施特拉塞尔的谋杀意图最早见于1933年8月，当时他指示刑事调查部负责人阿图尔·内贝策划施特拉塞尔死于车祸或狩猎“事故”。在内贝拒绝这一要求后，戈林于1934年1月试图说服当时的盖世太保头目鲁道夫·迪尔斯承担除掉施特拉塞尔的任务。
1934年6月30日，施特拉塞尔在柏林的家中被盖世太保逮捕。他先是被带到先灵-卡尔鲍恩集团总部的一间办公室，然后被交给一名党卫军突击队员，后者将他押送到位于阿尔布雷希特亲王大街的盖世太保总部。这次逮捕是“长刀之夜”的一部分，希特勒和其他党内高层在这次清洗中逮捕了自己队伍中的真正的和所谓的对手，以及其他不受欢迎的人，在某些情况下还将其杀害。对施特拉塞尔来说，这次逮捕让他大吃一惊——起初他以为希特勒派人来找他是为了将他召回党内高层。然而，这与施特拉塞尔的前同事保罗·舒尔茨在1951年发表的声明截然不同，他在声明中说，施特拉塞尔在1933年1月份之后经常对他说，“希特勒会把我们杀了，我们不会自然死亡。”
在盖世太保总部，即阿尔布雷希特亲王宫，施特拉塞尔被带往软禁监狱。当天下午晚些时候，他被转移到与集合室相邻的牢房侧翼的一件单人牢房（16号牢房）。在这里，几名党卫军通过牢门的推拉窗朝他开枪。根据一致的消息来源，据说达豪集中营管理人、党卫军上校特奥多尔·艾克曾夸口说他杀死了施特拉塞尔。施特拉塞尔的尸体最初被转移到汉诺威大街夏里特教学医院，并被锁在一件牢房里；病理学家被明令禁止解剖或查看尸体。1934年7月3日之后，尸体在威丁火葬场被火化。
施特拉塞尔是在谁的唆使、什么动机下被杀的，这一点尚不明确。人们通常认为是希特勒本人为了报复施特拉塞尔在1932年12月的“背叛”或者处于清除“可能的对手”而杀害了他的前全国组织部部长。另一方面，约阿希姆·费斯特登其他历史学家强调，大量资料表明“戈林、希姆莱和海德里希才是谋杀行动背后的实际推动者，并且扩大了受害人数”。关于施特拉塞尔，费斯特提到了阿尔弗雷德·罗森堡的一份证词，根据这份证词，希特勒“没有下达”暗杀施特拉塞尔的命令，甚至已经就这一行为进行调查。汉斯·蒙森也认为，1934年6月30日对冲锋队领导层的清算是戈林和希姆莱一劳永逸地摆脱他们以前的竞争对手施特拉塞尔的好机会。戈林本人也在6月30日公开宣布，他“扩大了自己的任务”，不仅要消灭德国的冲锋队，还要打击某些“心怀不满的昨日黄花”。
希特勒在1934年7月13日的国会演讲中为6月30日的事件辩论时，只是简短地提到施特拉塞尔与其他人一起参与了反国家阴谋。在这次或其他任何场合，他都没有公开对施特拉塞尔的死表示遗憾。
1934年，希姆莱亲自将一个装有施特拉塞尔骨灰地骨灰盒交给了施特拉塞尔的弟弟、前党卫军成员安东。这个骨灰盒由施特拉塞尔的遗孀保管了几十年，最后于1975年5月被安葬在丁克尔斯比尔公墓的施特拉塞尔家族墓地中，与施特拉塞尔的父母和弟弟奥托为邻。
保险公司最初拒绝支付施特拉塞尔的人寿保险，理由是根据官方消息，施特拉塞尔是自杀身亡，在内政部长威廉·弗里克的干预下才得以支付。在希姆莱的授意下，施特拉塞尔的遗孀每月还可以为自己和儿子领取500帝国马克的抚恤金。

## 后世影响
根据图林根州宪法保卫办公室的说法，施特拉塞尔兄弟的“民族革命”理论与恩斯特·罗姆的思想相似，对许多当代新纳粹主义者的思想产生了重大影响。长期以来，德国国家民主党内一直有一股强大的施特拉塞尔主义思潮，其仿效施特拉塞尔兄弟的肤浅的社会批判和社会主义言论在前东德地区尤其引起共鸣。格雷戈尔·施特拉塞尔和奥托·施特拉塞尔关于“革命的民族社会主义”的理论观点，尤其是奥托·施特拉塞尔的自我表述美学，在“自由同志情谊”和“自治民族主义”中也发挥着重要作用。

## 著作
- Das Hitler-Büchlein. Ein Abriß vom Leben und Wirken des Führers der nationalsozialistischen Freiheitsbewegung Adolf Hitler. Kampf-Verlag, Berlin 1928.
- Ausgewählte Reden und Schriften eines Nationalsozialisten. 2 Bände. Kampf-Verlag, Berlin 1928;
  - Band 1: Freiheit und Brot.
  - Band 2: Hammer und Schwert.
- 58 Jahre Young-Plan! Eine quellenmäßige Betrachtung über Inhalt, Wesen und Folgen des Young-Planes. Kampf-Verlag, Berlin 1929.
- mit Gottfried Feder: Reden im Reichstag Oktober 1930 nach dem amtlichen Stenogramm (= Die nationalsozialistische Reichstagsfraktion. Reden, Anträge und Interpellationen in Einzelheften. H 1, ZDB-ID 572093-x). Lützow-Verlag, Berlin 1930.
- Der Kampf um die Freiheit. Reichstagsrede vom 17. Oktober 1930. Eher, München 1931.
- Der letzte Abwehrkampf des Systems. 3 aktuelle Aufsätze. Eher, München 1931.
- Arbeit und Brot! Reichstagsrede am 10. Mai 1932 (= Kampfschrift. Broschürenreihe der Reichspropaganda-Leitung der NSDAP. 12, ZDB-ID 2468560-4). Eher, München 1932.
- Die Staatsidee des Nationalsozialismus. Rundfunkrede. Eher, München 1932.
- Das wirtschaftliche Aufbauprogramm der NSDAP. Eine Rede. Gehalten vor 15000 nationalsozialistischen Betriebszellenmitgliedern am 20. Oktober 1932 im Berliner Sportpalast. Berlin 1932.
- Kampf um Deutschland. Reden und Aufsätze eines Nationalsozialisten. Eher, München 1932.

## 脚注
1. 1 2 3  Evans 2004，第202頁.
2. 1 2 3 4  Wistrich 2013，第246–247頁.
3. 1 2  Read 2005，第117頁.
4. ↑  Childers 2017，第71頁.
5. ↑  Armin Nolzen: Straßer, Gregor. In: Neue Deutsche Biographie (NDB). Band 25. Duncker & Humblot, Berlin not yet published, S. 478 f. (全文) （德文）
6. 1 2  Childers 2017，第72頁.
7. 1 2  Fulbrook 2015，第45頁.
8. ↑  Heinrich Egner: Aus der Apotheke wurde notgedrungen eine Drogerie. Auf einer Gremeß wurde Gregor Strasser von der Geburt seiner Zwillinge überrascht. In: Landshuter Zeitung, 21. Oktober 2004.
9. ↑  Hamilton 1984，第347頁.
10. ↑  Kershaw 2000，第270頁.
11. ↑  Stachura 1983，第33頁.
12. 1 2  Read 2005，第118頁.
13. ↑  Read 2005，第123–124頁.
14. ↑  Read 2005，第119頁.
15. ↑  Rosmus 2015，第36fn頁.
16. ↑  Egner: Die Landshuter Zeit der Straßer geht zu Ende. In: Landshuter Zeitung, 17. September 2005.
17. 1 2 3  Höffkes 1986，第327頁.
18. 1 2 3  Nicholls 2000，第253頁.
19. 1 2  Childers 2017，第82頁.
20. ↑  Read 2005，第126頁.
21. ↑  Childers 2017，第82–83頁.
22. ↑  Childers 2017，第83頁.
23. 1 2 3  Childers 2017，第84頁.
24. ↑  Newton 1992，第38頁.
25. ↑  Pridham 1973，第48頁.
26. ↑  Longerich 2015，第100–101頁.
27. ↑  Childers 2017，第84–85頁.
28. ↑  Dietmar Gottfried: Nazis gegen Hitler. （页面存档备份，存于） In: Telepolis, 23. September 2012; Abruf vom 13. April 2017.
29. ↑  Wolfgang Mück: NS-Hochburg in Mittelfranken: Das völkische Erwachen in Neustadt an der Aisch 1922–1933 (= Streiflichter aus der Heimatgeschichte. Sonderband 4). Verlag Philipp Schmidt, 2016, ISBN 978-3-87707-990-4, S. 84, Anm. 212.
30. ↑  Childers 2017，第86–87頁.
31. ↑  Mommsen: Die verspielte Freiheit. 1989, S. 350.
32. ↑  Jochen von Lang: Die Partei. Mit Hitler an die Macht und in den Untergang. 1989, S. 162.
33. ↑  Ralf Georg Reuth: Goebbels. Eine Biographie, 2013, S. 248. Im Juni 1932 wurde Strassers Rede zum Thema Die Staatsidee des Nationalsozialismus im Rundfunk übertragen. Vgl. auch Wolfgang Mück: NS-Hochburg in Mittelfranken: Das völkische Erwachen in Neustadt an der Aisch 1922–1933 (= Streiflichter aus der Heimatgeschichte. Sonderband 4). Verlag Philipp Schmidt, 2016, ISBN 978-3-87707-990-4, S. 124 (hierzu das Neustädter Anzeigeblatt vom 14. Juni 1932: „Es ist das erste Mal, daß der Rundfunk einem Nationalsozialisten freigegeben wird“).
34. ↑  Childers 2017，第87頁.
35. ↑  Childers 2017，第88頁.
36. ↑  Childers 2017，第89頁.
37. ↑  Stachura 1983，第62頁.
38. 1 2  Childers 2017，第110頁.
39. ↑  Miller & Schulz 2021，第326頁.
40. ↑  Stachura 1983，第64–65頁.
41. ↑  Stachura 1983，第66頁.
42. ↑  Fulbrook 2015，第44頁.
43. ↑  Stachura: Strasser. 2015, S. 85; Kissenkoetter: Strasser, S. 177.
44. ↑  Kissenkoetter: Strasser, S. 177.
45. ↑  Avraham Barkai: Das Wirtschaftssystem des Nationalsozialismus. Ideologie, Theorie, Politik. 1933–1945 (= Fischer 4401). Erweiterte Neuausgabe. Fischer-Taschenbuch-Verlag, Frankfurt am Main 1988, ISBN 3-596-24401-3, S. 41 ff.
46. ↑  Reinhard Neebe: Großindustrie, Staat und NSDAP 1930–1933. Paul Silverberg und der Reichsverband der Deutschen Industrie in der Krise der Weimarer Republik (= Kritische Studien zur Geschichtswissenschaft, Band 45). Vandenhoeck & Ruprecht, Göttingen 1981, ISBN 3-525-35703-6 (zugleich: Marburg, Universität, Dissertation, 1980; Template:Webarchiv).
47. ↑  August Heinrichsbauer: Schwerindustrie und Politik. West-Verlag, Essen/Kettwig 1948, S. 40.
48. ↑  Neebe, S. 166.
49. ↑  Henry Ashby Turner jr.: Die Großunternehmer und der Aufstieg Hitlers. Siedler, Berlin 1985, ISBN 3-88680-143-8, S. 316 f.
50. ↑  Peter D. Stachura: „Der Fall Strasser“: Gregor Strasser, Hitler and National Socialism 1930–1932. In: Peter D. Stachura (Hrsg.): The shaping of the Nazi state. 1978, S. 88–130, hier S. 89, 99, 105 ff.
51. ↑  Longerich 2015，第125, 126, 127頁.
52. ↑  Kershaw 2008，第200頁.
53. ↑  Longerich 2015，第125, 126頁.
54. ↑  Evans 2004，第244頁.
55. ↑  Longerich 2015，第128, 129頁.
56. ↑  Kershaw 2008，第233, 234頁.
57. ↑  Gunther, John. . New York: Harper & Brothers. 1940: 14, 38–39.
58. ↑  Udo Kissenkoetter: Gregor Strasser und die NSDAP. DVA, Stuttgart 1978, S. 174. In Anlehnung an Schätzungen in Memoirenwerken von Otto Strasser: Exil. Selbstverlag, München 1958, S. 65 und Franz von Papen: Der Wahrheit eine Gasse. List, München 1952, S. 244. Nach einer Mitteilung des Gauleiters Kaufmann an Kissenkoetter war am 7./8. Dezember 1932 zudem die Mehrheit der Gauleiter bereit, eine Namensliste zugunsten Strassers zu unterzeichnen, um dessen Stellung gegenüber Hitler zu stärken.
59. ↑  Ian Kershaw: Hitler. 1998, S. 496.
60. ↑  Hans-Ulrich Wehler: Deutsche Gesellschaftsgeschichte. Band 4: Vom Beginn des Ersten Weltkrieges bis zur Gründung der beiden deutschen Staaten 1914–1949. C. H. Beck, München 2003, ISBN 3-406-32264-6, S. 534.
61. ↑  Udo Kissenkoetter: Gregor Strasser und die NSDAP. DVA, Stuttgart 1978, S. 192 f.
62. ↑  Peter Stachura: Gregor Strasser and the Rise of Nazism. Allen & Unwin, London 1983, S. 123.
63. ↑  Armin Nolzen: Gregor Strasser. In: Neue Deutsche Biographie, S. 479; Heinrich Egner: Himmler übergibt eine Urne mit der Nummer 16. Abschied für immer: Gestapo-Männer führen Gregor Strasser aus dem Haus. In: Landshuter Zeitung, 16. Februar 2006.
64. ↑  Karl Martin Graß: Edgar Jung, Papenkreis und Röhmkrise 1933–34. 1966, Anhang, S. 47.
65. ↑  Udo Kissenkoetter: Gregor Straßer und die NSDAP (= Schriftenreihe der Vierteljahrshefte für Zeitgeschichte. Bd. 37). DVA, Stuttgart 1978, S. 194f.
66. ↑  Eidesstattliche Erklärung Paul Schulz vom 21. Juli 1951, abgedruckt bei Udo Kissenkoetter: Gregor Strasser und die NSDAP. 1978, S. 204.
67. ↑  Rainer Orth: „Der Amtssitz der Opposition“? Politik und Staatsumbaupläne im Büro des Stellvertreters des Reichskanzlers in den Jahren 1933–1934. Köln u. a. 2016, S. 932 unter Berufung auf Zeugnisse von anderen damaligen Insassen des Hausgefängnisses und damaligen Mitarbeitern der Geheimen Staatspolizei sowie eines Häftlings des KZ Lichtenburg, demgegenüber sich Eicke dieses Mordes gerühmt haben soll. Ders.: Der Fall Gregor Strasser. In: Rainer Orth: Der SD-Mann Johannes Schmidt. Der Mörder des Reichskanzlers Kurt von Schleicher? Tectum Verlag, Marburg 2012, S. 95 ff; außerdem Udo Kissenkoetter: Gregor Straßer und die NSDAP (= Schriftenreihe der Vierteljahrshefte für Zeitgeschichte. Bd. 37). Stuttgart 1978, S. 194f.; Stachura: Gregor Strasser and the Rise of Nazism, S. 123.
68. ↑  Karin Mahlich: Das Krematorium Wedding, Gerichtsstraße 37. In: Helmut Engel (Hrsg.): Wedding (= Geschichtslandschaft Berlin, Bd. 3). Berlin 1990, S. 181; Gunther Geserick, Ingo Wirth, Klaus Vendura: Die Nacht der langen Messer. In: Dies.: Zeitzeuge Tod. Spektakuläre Fälle der Gerichtsmedizin. Leipzig 2001, insb. Abb. 37 mit einem Faksimile von Strassers Einlieferungseintrag im Zugangsregister des Leichenschauhauses.
69. ↑  Karl Dietrich Bracher: Die Auflösung der Weimarer Republik, 1978, S. 602; Jochen von Lang: Die Partei. Mit Hitler an die Macht und in den Untergang, 1989, S. 157.
70. ↑  Udo Kissenkoetter: Gregor Straßer – NS-Parteiorganisator oder Weimarer Politiker. In: Ronald Smelser, Rainer Zitelmann (Hrsg.): Die Braune Elite. 22 biographische Skizzen. WBG, Darmstadt 1989, S. 283.
71. ↑  Joachim C. Fest: Hitler. Eine Biographie. 1973, S. 1108.
72. ↑  Hans Mommsen: Aufstieg und Untergang der Republik von Weimar. 1918–1933. 3. Auflage. Ullstein, München 2001, S. 514.
73. ↑  Dirk Blasius: Carl Schmitt. Preussischer Staatsrat in Hitlers Reich. 2001, S. 113.
74. ↑  Egner: Himmler übergibt eine Urne mit der Nummer 16. In: Landshuter Zeitung, 16. Februar 2006.
75. ↑  Udo Kissenkoetter: Gregor Straßer und die NSDAP (= Schriftenreihe der Vierteljahrshefte für Zeitgeschichte. Bd. 37). Stuttgart 1978, S. 194 f.
76. ↑   (PDF).   [2025-02-04]. 原始内容存档于2020-07-22., PDF, S. 21.